# Rodoljub Roki Vulović
Rodoljub Roki Vulović (Bijeljina, 1. maj 1955) srpski je pevač, autor i izvođač, penzionisani profesor i direktor srednje poljoprivredne i medicinske škole.

## Biografija
Rođen je u noći između 30. aprila i 1. maja u Bijeljini. Svoju muzičku karijeru započeo je 1972. godine izdavši singlove „Kristina” i „Napustićeš me ti”. Nakon 1988. godine i albuma „Paša”, započinje koncertnu turneju po evropskim zemljama sa značajnim brojem srpske dijaspore. Osim „Paše” izdao je još šest albuma. Bio je direktor srednje poljoprivredne i medicinske škole a trenutno je u penziji.

### Rat
Tokom rata, centar Bijeljine je bio potpuno uništen, a Vulovićeva kuća je takođe bila oštećena.
Vulović je bio dobrovoljac u prvoj Semberskoj lakoj pešadijskoj brigadi, otuda i album „Semberski junaci”. Neke od pesama su posvećene njegovim prijateljima, neke saborcima, a neke komandantima. Sav prihod od prodaje albuma je otišao za tretman povređenih vojnika.
Nakon uspeha sa prvim albumom Roki odlazi u Gardu Panteri gde na inicijativu komandanta Pera Čolića izdaje album 1993. godine. Ovaj album tada igra ključnu ulogu dajući motivaciju i snagu vojsci, a Roki se njime proslavlja.
Crni bombarder (1995) je poslednji Rokijev ratni album, nakon čega će kasnije izdati albume „Zbog tebe” i „Otadžbini na dar”.

## Ličnosti u pesmama
Roki je u svojim pesmama veličao razne vojne komandante kao i svoje saborce iz rata:
- komandant drugog bataljona, Major Zoran Lopandić (pesma Zorane, Zorane);
- komandant Kikor (Hej Kikore);
- komandant Vlado Simić (Junaci iz 1. Semberske brigade);
- Branko Pantelić Panter (Panteru za sećanje);
- Mirko, komandant čete u odredu Mitra Maksimovića (Mirko, vojvoda);
- komandant druge Semberske brigade, Major Gavrilović (Gavrina brigada);
- kapetan Ljubiša Savić „Mauzer” (Panteri (Mauzer));
- pukovnik Pero Čolić (Pukovniče Čoliću);
- general Ratko Mladić (Generale, generale);
- Slobodan Pavlović (Otadžbini na dar).

## Privatni život
Rokijev pradeda dolazi iz Crne Gore. Rokijev otac, učesnik u Drugom svetskom ratu, biva zarobljen 1941. godine i poslat na rad u Nemačku odakle se vraća tek nakon rata.
Supruga Jelica (filolog) je koautor brojnih Rokijevih pesama. Roki je otac dvoje dece, sina i kćerke.
Tečno govori francuski i italijanski, a služi se i nemačkim.
Tokom života i turneja je bio u brojnim državama zapadne Evrope, sanja o posjeti Rusije, a jedina veća država u zapadnoj Evropi koju nije posetio je Španija.
Tokom '90-ih godina nebrojano mu je puta bio odbijen zahtev za vizu za SAD. Jedan od razloga, kako navode u ambasadi, bio je taj što je bio pevač revolucionarnih pesama i pesama koje su anti-američke i anti-nato.

## Diskografija
- Kristina (1972)
- Paša (1988)
- Semberski junaci (1992)
- Garda Panteri (1993)
- Junaci Kozarski (1994)
- Crni bombarder (1995)
- Zbog tebe (1997)
- Otadžbini na dar (2001)

## Spoljašnje veze
- Rodoljub Roki Vulović intervju za HelmCast (2017)
- Rodoljub Roki Vulović intervju za BALKAN INFO (2018)
- Gardijska brigada Panteri